# Come Alive (Gotthard)
Come Alive è il secondo e ultimo singolo estratto da Domino Effect, l'ottavo album in studio della rock band svizzera Gotthard. Si tratta di una canzone abbastanza allegra e spensierata, in controtendenza con lo stile musicale più cupo del disco.
Una versione acustica del brano è stata incisa nel secondo CD della Ltd. Tour Edition dell'album.

## Tracce
CD-Single NB 1985-2
1. Come Alive – 2:51 (Steve Lee, Leo Leoni, Fredrik Thomander, Anders Wikstroem)
2. Falling – 3:55 (Leoni)
3. The Call – Video